# Hooge Crater Cemetery
Hooge Crater Cemetery is een Britse militaire begraafplaats met gesneuvelden uit de Eerste Wereldoorlog, gelegen in het Belgische dorp Zillebeke, een deelgemeente van Ieper. Ze ligt aan de Meenseweg op 1,9 km ten noordoosten van Zillebeke dorp. De begraafplaats werd ontworpen door Edwin Lutyens en wordt onderhouden door de Commonwealth War Graves Commission. Het terrein heeft rechthoekig grondplan met een oppervlakte van 13.938 m². De Stone of Remembrance staat in een cirkelvormige diepte die verwijst naar de mijnkraters en het Cross of Sacrifice staat aan de zuidelijke rand ervan.
Er worden 5.923 doden herdacht (waarvan er 3.578, ofwel 60%, niet geïdentificeerd konden worden).

## Geschiedenis
De omgeving van Hooge was gedurende de hele oorlog het toneel van felle strijd omwille van zijn strategische ligging. Vlakbij stond het kasteel van de familie de Vinck, door de Britten "Hooge Chateau" genoemd. Bij een artillerieaanval op het kasteel op 31 oktober 1914 kwam bijna de hele staf van de Britse 1e en 2e Divisie om het leven. Voortaan werd het "White Chateau", dichter bij Ieper, gebruikt als geallieerd hoofdkwartier. Vanaf 1915 gingen het kasteel en zijn omgeving meermaals over naar de andere partij. Eind mei konden de kasteelruïnes nog verdedigd worden, begin juni werden ze door de Duitsers bezet. De stellingen van beide partijen lagen nu op nauwelijks 50 meter van elkaar. De Britten planden een tegenaanval halverwege juli, maar lieten eerst een ondergrondse mijn van 2.200 kg ontploffen, tot dan toe de grootste mijnlading van de oorlog. Er ontstond een krater met een doorsnede van 40 meter en een diepte van 6 meter en met een vijf meter hoge kraterwand van opgeworpen aarde. De Britten raakten daarna bij de aanval echter niet veel verder dan deze ontstane krater, die voor beide partijen een gegeerde schuilplaats was. De Duitsers zetten bij de tegenaanval een nieuw wapen in, de vlammenwerper, en veroverden op 30 juli het kasteel. Op 9 augustus konden de Britten de krater en het kasteel weer heroveren.
Van 6 juni 1916 tot 31 juli 1917 kwam de omgeving weer in Duitse handen. Op initiatief van de "burial officer" (officier die verantwoordelijk was voor het bergen van de gesneuvelden) van de 7e divisie begonnen de Britten in oktober 1917 met de aanleg van de begraafplaats. Oorspronkelijk waren er 76 graven. In april 1918 viel het Hooge bij het Duitse lenteoffensief echter weer in hun handen. Bij het geallieerde eindoffensief werd de locatie definitief bevrijd op 28 augustus 1918. Na de oorlog werd de begraafplaats uitgebreid met graven uit de slagvelden en uit verschillende kleinere begraafplaatsen die werden ontruimd. Er werden graven overgebracht uit de begraafplaatsen Bass Wood Cemeteries No. 1 and No. 2, La Chapelle Farm, Menin Road Pillbox Cemetery en Sanctuary Wood Old British Cemetery in Zillebeke, Koelenberg German Cemeteries en K.O.S.B Cemetery in Geluwe, Nieuwe Kruiseecke Cabaret Cemetery en Tower Hamlets Cemetery in Geluveld en Pillbox Cemetery en Westhoek Ridge Small Cemetery in Zonnebeke.
Er liggen nu 5.183 Britten (waarvan 3.321 niet geïdentificeerde), 513 Australiërs (waarvan 178 niet geïdentificeerde), 105 Canadezen (waarvan 36 niet geïdentificeerde) en 121 Nieuw-Zeelanders (waarvan 43 niet geïdentificeerde). Er werden Special Memorials opgericht voor 31 doden uit het Verenigd Koninkrijk, Canada, Australië en Nieuw-Zeeland. Hun graven werden niet meer teruggevonden en bevinden zich vermoedelijk onder de naamloze graven. Met 14 Special Memorials en een Duhallow Block worden 12 Britten herdacht, die op La Chappelle Farm begraven lagen, maar waar hun graf niet meer teruggevonden werd en twee Britten, wier graf verloren ging op de Kruiseecke German Cemetery.
Op de kasteelsite werd een nieuw landhuis gebouwd. In de jaren 1920 werd de krater gevuld. Het kasteelpark werd later voor het grootste deel door het pretpark Bellewaerde ingenomen.

## Graven

### Onderscheiden militairen
- Patrick Bugden, soldaat bij het 31st Bn. Australian Infantry, ontving het Victoria Cross (VC) voor zijn moedig optreden tijdens verschillende acties bij de gevechten bij het Hooge, o.a. het bevrijden van een korporaal en het ophalen van gewonden onder hevig vijandelijk vuur. Hij was 20 jaar toen hij sneuvelde bij een van deze acties op 28 september 1917.
- James Andrew Jones, luitenant-kolonel bij de Durham Light Infantry werd onderscheiden met de Distinguished Service Order en het Military Cross (DSO, MC).
- Albert Lewis Stewart, majoor bij het Machine Gun Corps (Infantry) ontving de Distinguished Service Order (DSO).
- de kapiteins Arthur Aubrey Clarke, Sydney Riddell, E.D. Symes, Lionel Charles Edwin Baker en Denman L.H. Baynes, luitenant Leslie Johnston Walker Robertson, de onderluitenants John Cowherd, H.G.N. Tarrant en Frank Stuart Cornelius werden onderscheiden met het Military Cross (MC). Luitenant Francis Willie Goodwin ontving deze onderscheiding tweemaal (MC and Bar). Luitenant Tom Darlington ontving hierbij ook nog de Military Medal (MC, MM).
- onderluitenant Charles Edward Hodgson, compagnie sergeant-kwartiermeester C. Norris, sergeanten William Henry Douglas, Charles Butler, F. Dolling, A.P. Wilson en J. Orchard, korporaal W. Organer, drummer J. Hutchinson en soldaat P. Roughley ontvingen de Distinguished Conduct Medal (DCM). Sergeant J. Sinclair ontving de Distinguished Conduct Medal en de Military Medal (DCM, MM). Sergeant D. Firth ontving de Distinguished Conduct Medal en de Meritorious Service Medal (DCM, MSM).
- nog 36 militairen ontvingen de Military Medal (MM) waaronder sergeant Leonard Benjamin Woulidge die deze onderscheiding tweemaal ontving (MM and Bar).

### Minderjarige militair
- T. Kelly, soldaat bij de Royal Irish Fusiliers was 17 jaar toen hij op 10 mei 1915 sneuvelde.

### Aliassen
- kanonnier W.L.J. McGeechan diende onder het alias W.L.J. Lynch bij de Australian Field Artillery.
- soldaat G.T.M. May diende onder het alias C.H. Smith bij de Australian Infantry, A.I.F..
- soldaat Alfred Blything, diende onder het alias A. Arrowsmith bij het Wellington Regiment, N.Z.E.F..
- soldaat Andrew Gallacher diende onder het alias C. Dodds bij de Royal Scots.
- soldaat William George Cole diende onder het alias W.G. Bell bij de Australian Infantry, A.I.F..

De begraafplaats werd in 2009 als monument beschermd.